# مالک (فرشته)

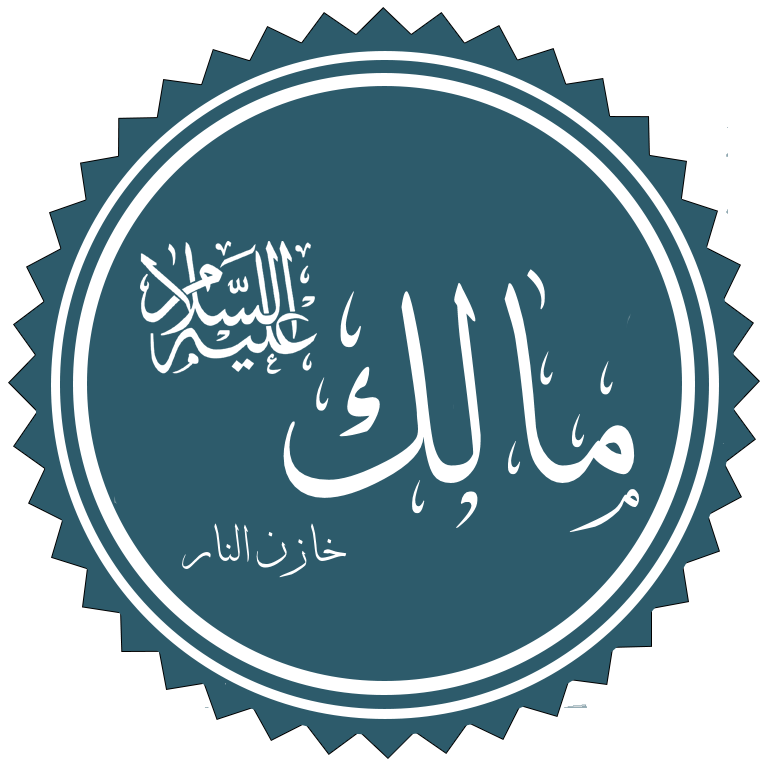
نمایی از یک نوشته مذهبی

مالِک خازِنِ جهنم یکی از فرشته‌های نگهبان و دربان دوزخ است، که در قرآن و احادیث شیعه و سنی به آن اشاره شده‌است. فرشته‌های موکل بر جهنم نوزده تن‌اند، که آن‌ها را زبانیة می‌نامند.

## در قرآن
در آیه ۷۷ و ۷۸ سوره زخرف بیان شده که در آخرت جهنمیان خازن جهنم را صدا می‌زنند و می‌گویند:
وَ نَادَوْاْ یَا مَالِکُ لِیَقْضِ عَلَیْنَا رَبُّکَ قَالَ إِنَّکمُ مَاکِثُونَ، لَقَدْ جِئْنَاکمُ بِالحَقِّ وَ لَکِنَّ أَکْثرَکُمْ لِلْحَقِّ کَارِهُونَ: و [جهنمیان] فریاد می‌کشند: ای مالک! [بگو] پروردگارت ما را بکشد، [او در پاسخ] می‌گوید: شما [در آتش و عذاب] ماندگار خواهید بود؛ زیرا وقتی حقیقت برایتان آورده شد، ولی اکثرتان از حق کراهت داشتید.
در آیه ۳۰ و ۳۱ سوره مدثر، در مورد جهنم آمده‌است:
عَلَیهْا تِسْعَةَ عَشَرَ، وَ مَا جَعَلْنَا أَصْحَابَ النَّارِ إِلَّا مَلَائِکَةً: بر آن نوزده [نگهبان] است؛ و ما دوزخبانان را جز از فرشتگان قرار ندادیم…
در آیه ۶ سوره تحریم آمده‌است:
یا أَیُّهَا الَّذینَ آمَنُوا قُوا أَنْفُسَکُمْ وَ أَهْلیکُمْ ناراً وَقُودُهَا النَّاسُ وَ الْحِجارَةُ عَلَیْها مَلائِکَةٌ غِلاظٌ شِدادٌ لا یَعْصُونَ اللَّهَ ما أَمَرَهُمْ وَ یَفْعَلُونَ ما یُؤْمَرُونَ: ای مؤمنان! خود و خانواده خویش را از آتشی بازدارید که هیزم آن آدمیان و سنگ‌هاست. آتشی که فرشتگانی بر آن گمارده شده که خشن و سختگیرند و هرگز فرمان خدا را مخالفت نمی‌کنند و آنچه را فرمان داده شده‌اند (به‌طور کامل) اجرا می‌نمایند.
همچنین، در آیه ۱۸ سوره علق، مأموران دوزخ «زبانیه» نامیده شده‌است، که به معنای مأمور انتظامی (پلیس) و نیز عذاب‌کننده است.
در آیه ۳۰ سوره حاقه، دیده می‌شود که خدا به خازن جهنم دستور می‌دهد:
[این مجرم] را بگیرید، و در غل و زنجیر کنید، سپس او را در آتش اندازید، سپس او را با زنجیری که هفتاد متر است در بند بکشید

## در روایات
در احادیث شیعه و سنی، نام نگهبان بهشت «رضوان» و نام نگهبان جهنم «مالک» است، که پیامبر اسلام در معراج با او دیدار کرد و مشاهده نمود که چهره ای زشت دارد، -برخلاف دیگر فرشته‌ها- هرگز نمی‌خندد، زیرا آنچه خدا برای جهنمیان آماده کرده‌است را می‌بیند. در روایت دیگری آمده‌است: «مالک» از آن لحظه که به دوزخ‌بانی گمارده شده، هرگز نخندیده‌است، بلکه روزبه‌روز خشم و غضبش بر دشمنان خدا و گناه‌کاران افزوده می‌شود.